# مصطفی دنیزلی
مصطفی دنیزلی (به ترکی استانبولی: Mustafa Denizli) (زادهٔ ۱۰ نوامبر ۱۹۴۹) بازیکن پیشین فوتبال و سرمربی کنونی فوتبال اهل ترکیه است.
او در تعداد زیادی از تیم های مطرح ترکیه مربیگری کرده است؛ از جمله سه تیم بزرگ دره باغ (دره بوران، دهگه و زیرخله) و با هر سه تیم موفق به قهرمانی در سوپر لیگ ترکیه شده است؛ او تنها مربی تاریخ فوتبال ترکیه است که با سه تیم مختلف، قهرمان سوپر لیگ ترکیه شده است.
او هم‌چنین سابقه هدایت باشگاه فوتبال آلمانیا آخن، تیم ملی فوتبال ترکیه، باشگاه فوتبال ریزه اسپور،پرسپولیس تهران، باشگاه فوتبال پاس تهران، باشگاه فوتبال قاسم‌پاشا، باشگاه فوتبال تراکتور و آلتای اسپور را در کارنامه دارد.وی هم اکنون مدیربرنامه ورزشی باشگاه فوتبال پاختاکور تاشکند است.وی تنها ده بازی در تیم ملی ترکیه داشته است.
او با تعویض های طلایی خود خالق دربی معروفِ ایمون زائد و ده دقیقه ده نفره سه گل لقب گرفت

## نتایج باشگاهی
| تیم              | از    | تا    | نتایج | نتایج | نتایج | نتایج | نتایج |
| تیم              | از    | تا    | بازی  | برد   | مساوی | باخت  | برد % |
| ---------------- | ----- | ----- | ----- | ----- | ----- | ----- | ----- |
| گالاتاسرای       | ۱۹۸۷  | ۱۹۸۹  | ۹۹    | ۶۰    | ۲۲    | ۱۷    | ۰۶۱   |
| آلمانیا آخن      | ۱۹۸۹  | ۱۹۹۰  | ۱۵    | ۵     | ۱     | ۹     | ۰۳۳   |
| گالاتاسرای       | ۱۹۹۰  | ۱۹۹۲  | ۷۷    | ۴۷    | ۱۴    | ۱۶    | ۰۶۱   |
| کوجالی‌اسپور      | ۱۹۹۴  | ۱۹۹۶  | ۸۱    | ۳۴    | ۲۴    | ۲۳    | ۰۴۲   |
| ترکیه            | ۱۹۹۶  | ۲۰۰۰  | ۳۵    | ۱۱    | ۱۰    | ۱۴    | ۰۳۱   |
| فنرباغچه         | ۲۰۰۰  | ۲۰۰۱  | ۶۶    | ۴۰    | ۸     | ۱۸    | ۰۶۱   |
| وستل مانیسااسپور | ۲۰۰۳  | ۲۰۰۴  | ۳۹    | ۲۰    | ۸     | ۱۱    | ۰۵۱   |
| پاس تهران        | ۲۰۰۴  | ۲۰۰۶  | ۵۱    | ۲۶    | ۱۷    | ۸     | ۰۵۱   |
| پرسپولیس         | ۲۰۰۶  | ۲۰۰۷  | ۳۰    | ۱۴    | ۱۱    | ۵     | ۰۴۷   |
| بشیکتاش          | ۲۰۰۸  | ۲۰۱۰  | ۸۲    | ۴۵    | ۱۷    | ۲۰    | ۰۵۵   |
| پرسپولیس         | ۲۰۱۱  | ۲۰۱۲  | ۲۴    | ۸     | ۷     | ۹     | ۰۳۳   |
| ریزه‌اسپور        | ۲۰۱۲  | ۲۰۱۳  | ۱۷    | ۱۰    | ۲     | ۵     | ۰۵۹   |
| خزر لنکران       | ۲۰۱۳  | ۲۰۱۴  | ۲۵    | ۱۰    | ۹     | ۶     | ۰۴۰   |
| گالاتاسرای       | ۲۰۱۵  | ۲۰۱۶  | ۲۲    | ۱۱    | ۶     | ۵     | ۰۵۰   |
| اسکی شهراسپور    | ۲۰۱۷  | ۲۰۱۷  | ۱۶    | ۶     | ۷     | ۳     | ۰۳۸   |
| قاسم پاشا اسپور  | ۲۰۱۸  | ۲۰۱۹  | ۳۲    | ۱۱    | ۶     | ۱۵    | ۰۳۴   |
| تراکتور          | ۲۰۱۹  | ۲۰۱۹  | ۱۳    | ۶     | ۴     | ۳     | ۰۴۶   |
| مجموع            | مجموع | مجموع | ۷۲۴   | ۳۶۳   | ۱۷۴   | ۱۸۷   | ۰۵۰   |

## افتخارات

### بازیکن

#### آلتای ازمیر
جام حذفی ترکیه: ۶۷–۱۹۶۶، ۸۰–۱۹۷۹

### مربی

#### گالاتاسارای
سوپر لیگ ترکیه: ۸۸–۱۹۸۷
جام حذفی ترکیه: ۹۱–۱۹۹۰
سوپر جام ترکیه: ۱۹۸۸، ۱۹۹۱

#### فنرباغچه
سوپر لیگ ترکیه: ۰۱–۲۰۰۰

#### بشیکتاش
سوپر لیگ ترکیه: ۰۹–۲۰۰۸
جام حذفی ترکیه: ۰۹–۲۰۰۸

#### ریزه اسپور
لیگ دسته اول ترکیه: ۱۳–۲۰۱۲

### جوایز و دستاورد های شخصی
- آقای گل لیگ ترکیه: (آلتای ازمیر, ۸۰–۱۹۷۹)
- یازدهمین مربی برتر تیم های ملی جهان به انتخاب فدراسیون بین‌المللی تاریخ و آمار فوتبال: ۲۰۰۰